# Czarne Dolne
Czarne Dolne  (deutsch Niederzehren) ist ein Dorf in der Landgemeinde Gardeja (Garnsee) im Powiat Kwidzyński (Kreis Marienwerder) in der polnischen Woiwodschaft Pommern.

## Geographische Lage
Das Dorf  liegt im historischen Westpreußen, etwa neun Kilometer östlich von Garnsee (Gardeja), siebzehn Kilometer südöstlich von Marienwerder (Kwidzyn) und 88 Kilometer südlich von Danzig.

## Geschichte

Niederzehren in Westpreußen, südlich der Danziger Bucht, südöstlich von Marienwerder und nordöstlich von Graudenz, auf einer Landkarte von 1908.

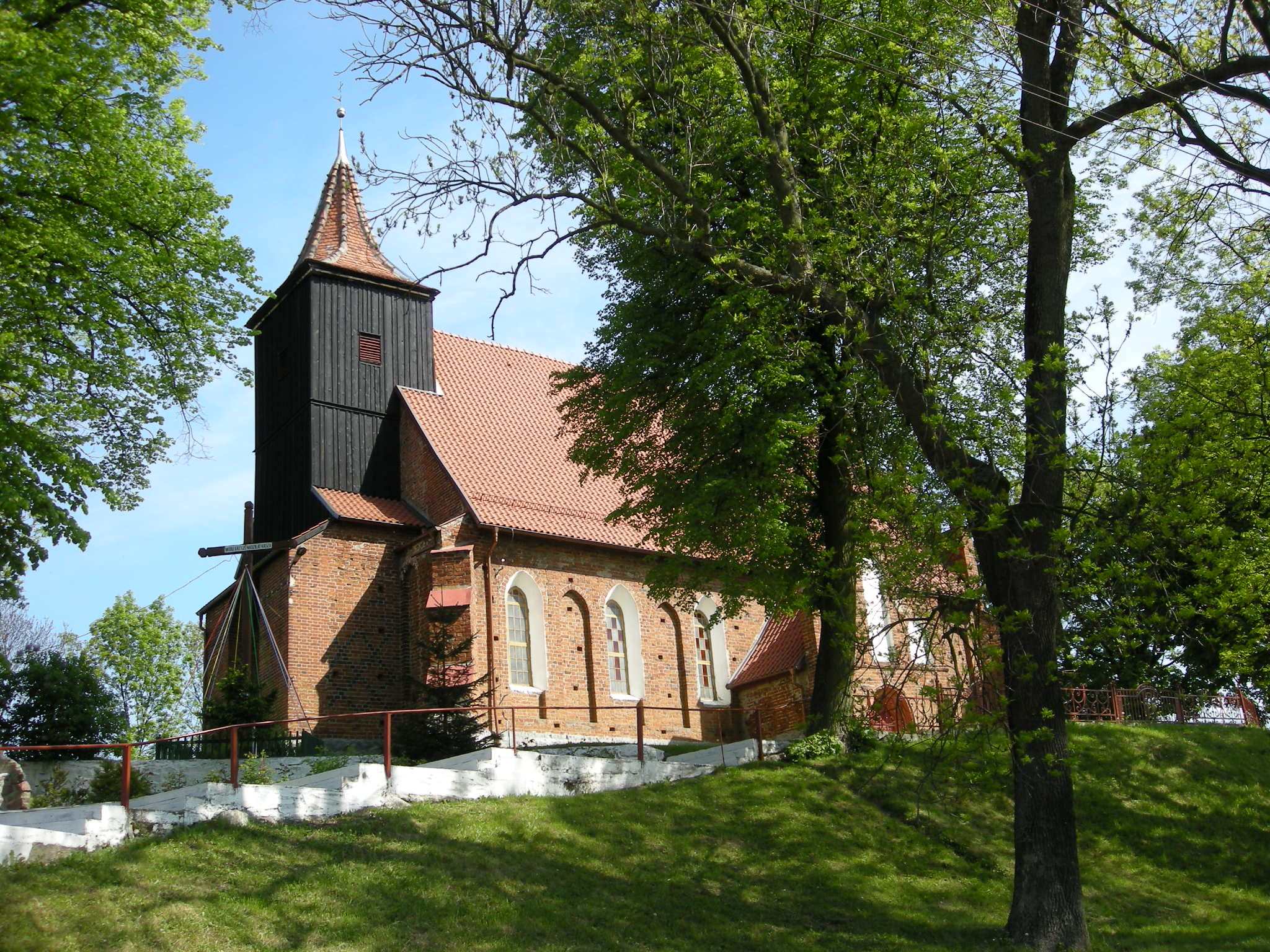
Dorfkirche, bis 1945 Gotteshaus der evangelischen Gemeinde Niederzehren

Im Jahr 1789 wird Niederzehren als ein Königliches Dorf mit einer lutherischen Kirche und 45 Feuerstellen (Haushaltungen) bezeichnet.
Aufgrund der Bestimmungen des Versailler Vertrags stimmte die Bevölkerung im Abstimmungsgebiet Marienwerder, zu dem Niederzehren gehörte, am 11. Juli 1920 über die weitere staatliche Zugehörigkeit zu Ostpreußen (und damit zu Deutschland) oder den Anschluss an Polen ab. In Niederzehren stimmten 635 Einwohner für den Verbleib bei Ostpreußen, auf Polen entfielen 7 Stimmen.
Im Jahr 1945 gehörte Niederzehren zum Landkreis Marienwerder im Regierungsbezirk Marienwerder im Reichsgau Danzig-Westpreußen des Deutschen Reichs. Niederzehren war Sitz des Amtsbezirks Niederzehren.
Gegen Ende des Zweiten Weltkriegs wurde die Region Anfang 1945 nach Kämpfen mit der Wehrmacht von der Roten Armee besetzt. Nach Beendigung der Kampfhandlungen wurde Niederzehren zusammen mit der südlichen Hälfte Ostpreußens seitens der sowjetischen Besatzungsmacht  der Volksrepublik Polen zur Verwaltung überlassen, was auch im Sommer 1945 nach dem Potsdamer Abkommen beibehalten wurde. Von der polnischen Behörde wurde Niederzehren unter der Ortsbezeichnung Czarne Dolne verwaltet. Soweit die Einwohner nicht geflohen waren, wurden sie in der darauf folgenden Zeit von der polnischen Administration aus Niederzehren vertrieben.

### Demographie
| Jahr | Einwohner | Anmerkungen |
| ---- | --------- | --- |
| 1816 | 0388      | [ 4 ] |
| 1864 | 1068      | davon 1019 Evangelische und 28 Katholiken                                                                                                |
| 1871 | 1070      | [ 6 ] |
| 1905 | 0959      | [ 7 ] |
| 1910 | 976       | am 1. Dezember, darunter 874 Evangelische, 99 Katholiken und eine Person jüdischer Konfession; 50 Einwohner mit polnischer Muttersprache |
| 1933 | 1041      | [ 9 ] |
| 1939 | 1084      | [ 9 ] |

## Kirchspiel
Die Kirche in Niederzehren diente seit der Reformation  bis 1945 der evangelischen Kirchengemeinde als Gotteshaus.
Die heutigen Bewohner des Dorfs gehören größtenteils der römisch-katholischen Konfession an.